# Max Ebersberger

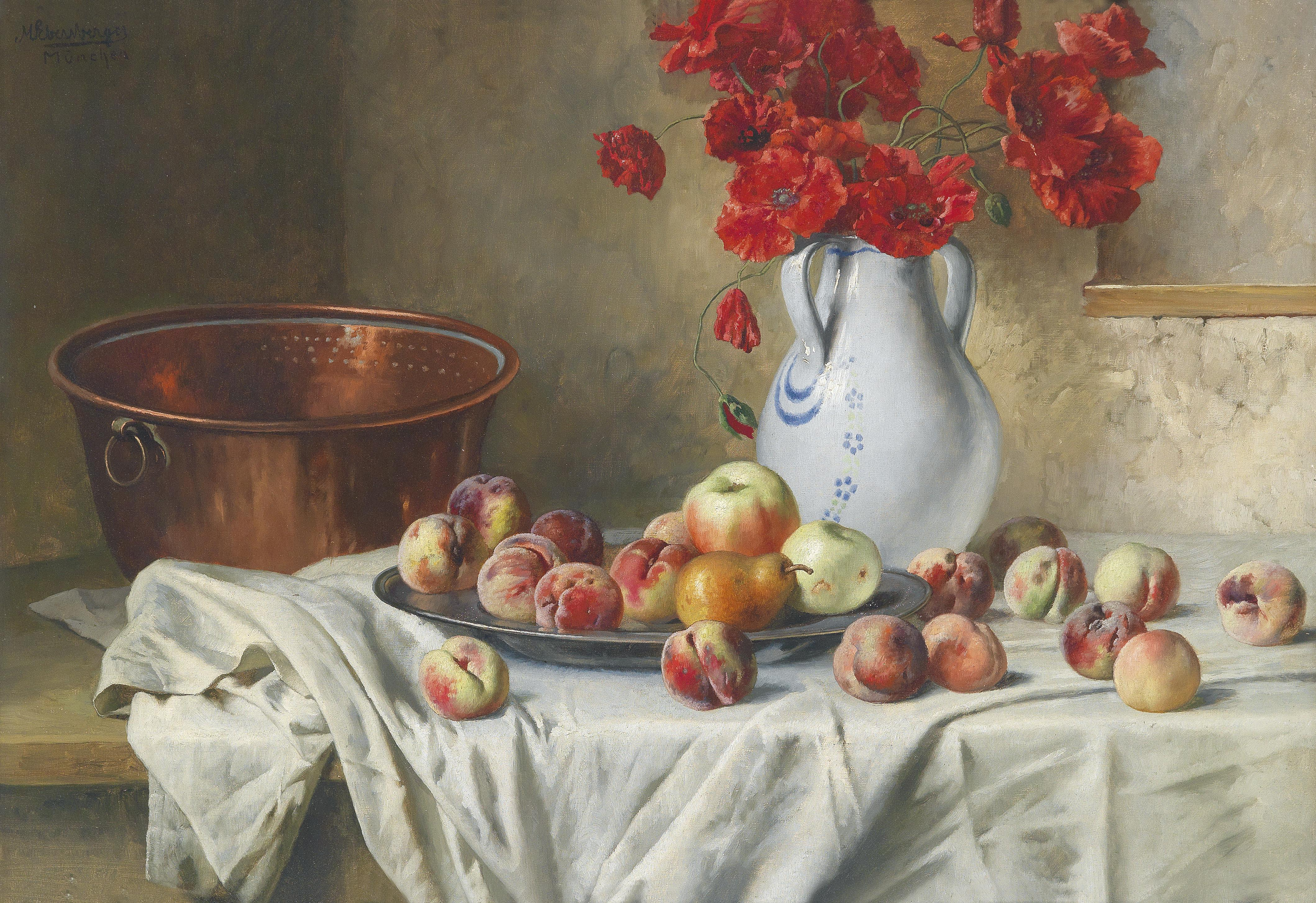
Stillleben mit Äpfeln und Mohnblumen

Max Joseph Ebersberger (* 22. November 1852 in Nürnberg; † 27. September 1926 in München) war ein deutscher Genre- und Stilllebenmaler.
Max Ebersberger wurde als Sohn eines Arztes geboren. Nach dem Besuch der Nürnberger Kunstschule studierte er Malerei ab dem 1. November 1872 an der technischen Malklasse der Königlichen Akademie der Bildenden Künste in München bei Carl Theodor von Piloty.
Nach dem Studium blieb er in München ansässig. Er malte Stillleben und Genrebilder sowie dekorative Wandmalereien, illustrierte auch einige Bücher, wie Franz Dittmars In Nürnbergs Mauern und Schulgeschichten sowie Carl Reuleaux Ein Tag in der Hölle.
Ebersberger betrieb in München eine Malschule für Damen und Herren.
Seine Frau Therese (Thea) Ebersberger, geb. Mundt, Tochter des Schriftstellerehepaars Luise Mühlbach und Theodor Mundt war ebenfalls Malerin, bekannt für ihre Porträtminiaturen und als Herausgeberin der Memoiren ihrer Mutter.